# Emiliano Chamorro Vargas
Emiliano Chamorro Vargas (1871-1966) foi um militar, diplomata e político da Nicarágua. Foi presidente da Nicarágua entre 1917 e 1921 e interinamente em 1926.

## Carreira
Opositor ao regime liberal de José Santos Zelaya, quando este foi derrocado em 1909 se converteu em presidente da Assembleia Constituinte e líder do Partido Conservador. Como recompensa por sua contribuição à derrota da revolta contra o presidente Adolfo Díaz foi nomeado ministro plenipotenciário nos Estados Unidos. No exercício de seu cargo, assinou em 1914 o Tratado Bryan-Chamorro, pelo qual se concedia aos Estados Unidos o direito perpétuo para construir um canal que uniria o Mar das Caraíbas e o Oceano Pacífico através da Nicarágua (obra que nunca se levaria a efeito). Em 1917 foi eleito presidente da República, e governou até 1921, data em que regressou como ministro plenipotenciário aos Estados Unidos.
Voltou a apresentar-se como candidato à presidência em 1923, mas foi derrotado por Carlos José Solórzano. Em 1926 assumiu o poder depois de um golpe de estado contra Solórzano, mas teve que renunciar em favor de Adolfo Díaz pelas pressões dos Estados Unidos. A partir de 1933 foi líder do Partido Conservador no exílio. Opositor em princípio à ditadura de Somoza, chegou finalmente a um acordo com este, pelo qual se garantia ao Partido Conservador verdadeiro número de cadeiras no Congresso, o que lhe fez perder o apoio dos membros mais radicais de seu partido.